# アドベンチャーレース
アドベンチャーレース（Adventure racing）とは、山、川、海など、各地の自然をフィールドに、多種目なアウトドア競技をこなしながら、ゴールを目指すレースである。チーム戦で行われるものが多い。

## 概要
アドベンチャーレースは、本来、スタートからゴールまで、夜間行動もある3日以上の超長距離レースである。国内では、1～3日のレースが開催されている。
主な種目は、オリエンテーリングを伴うトレッキング・マウンテンバイク・パドリング・ロープワークなど。
各レースにより、競技種目、チーム人数が異なる。1チーム3～7人（男女混成）で構成されるレースが多いが、レッドブル X-Alpsのように事実上の個人戦（競技者1名＋同行者1名）で争われるレースもある。

### 歴史
フランス人のジェラール・フュジーが1989年にニュージーランドで開催した「レイド・ゴロワーズ」が世界初のアドベンチャーレースとされている。

### 代表的な国内レース
- 「伊豆アドベンチャーレース」2000年～2005年に開催
- 「アドベンチャーレーシング ジャパンシリーズ（ARJS）[1]」（年6戦）
- 「エクストリームシリーズ[2]」
- 「里山アドベンチャー[3]」
- 「X-adventure[4]」

### 著名な選手
- 田中正人
- 田中陽希